# Creon (bướm)
Creon là một chi bướm ngày thuộc họ Lycaenidae.

## Các loài
- Creon cleobis
- Creon hypatada
- Creon pendleburyi